# 1012年
| 千纪： | 2千纪 |
| 世纪： | 10世纪 \| 11世纪 \| 12世纪                                                                                     |
| 年代： | 980年代 \| 990年代 \| 1000年代 \| 1010年代 \| 1020年代 \| 1030年代 \| 1040年代                                 |
| 年份： | 1007年 \| 1008年 \| 1009年 \| 1010年 \| 1011年 \| 1012年 \| 1013年 \| 1014年 \| 1015年 \| 1016年 \| 1017年     |
| 纪年： | 壬子年（鼠年）；契丹統和三十年，開泰元年；北宋大中祥符五年；大理明启三年；越南順天三年；日本寬弘九年，長和元年 |

## 大事记
- 宋真宗加封趙家先祖趙玄朗為聖祖上靈高道九天司命保生天尊大帝。
- 本笃八世加冕为教皇

## 出生
- 蔡襄，中国北宋书法家、大臣（1067年去世，55岁）